# Schoenherria carinata
Schoenherria carinata är en skalbaggsart som beskrevs av Moser 1913. Schoenherria carinata ingår i släktet Schoenherria och familjen Melolonthidae. Inga underarter finns listade i Catalogue of Life.